# Michael Hollingshead
Michael Hollingshead (Inghilterra, ... – ...; fl. XX secolo) è stato un filosofo britannico.

## Biografia
Le scarne note biografiche dicono che sia nato in Inghilterra tra il 1930 e il 1936 e che studiò filosofia. Nel 1960 si trasferisce a New York e divenendo segretario esecutivo dell'Institute of British-American Cultural Exchange; con questa qualifica ordinò alla Sandoz di Basilea un grammo di LSD,con il pretesto di non meglio specificate "ricerche controllate". Dopo queste prime esperienze con l'allucinogeno, contatta Aldous Huxley, che gli consiglia di mettersi in comunicazione con Timothy Leary per discutere sull'argomento.Nello stesso periodo, quindi, incontra e conosce Timothy Leary, che lo invita a tenere lezioni alla Harvard University sugli effetti dell'acido lisergico. I due diventato stretti collaboratori: è Hollingshead stesso che inizia Leary all'LSD. Partecipa al Concord Prison Project assieme a Leary, Alpert, Metzner e in seguito si trasferisce a Millbrook, laboratorio di Leary e Alpert a seguito del loro allontanamento da Harvard, diventandone un animatore e collaborando con altri terapeuti psichedelici.
Nel 1965 torna a Londra e lì apre il World Psychedelic Centre, una specie di centro di documentazione alternativo che offre informazioni e fa proselitismo sul verbo psichedelico.

### Attività
Collabora alla creazione di film sperimentali come Moon 69 di Scott Bartlett.
A lui si deve l'iniziazione all'acido di molti personaggi famosi tra i quali si possono ricordare: William Burroughs, John Lennon, George Harrison, Roman Polański, Allen Ginsberg, Keith Richards, Paul Krassner, Paul Lee, Richard Katz, Pete La Roca, Charles Mingus, Saul Steinberg, Alan Watts, Paul McCartney.
Collaborò alla stesura di vari testi. L'unico documento da lui pubblicato è un libro autobiografico intitolato: The Man Who Turned On The World del 1974.

### Morte
Tanto la vita quanto la morte di questa figura chiave della psichedelia statunitense sono avvolte nel mistero:
Fonti attendibili dichiarano sia scomparso in sud America senza lasciare tracce, tra gli anni ottanta e inizio novanta. Ignoto è lo Stato in cui è avvenuta la scomparsa e ignoti ne sono i motivi; anche se è stato ipotizzato possa essere stato ucciso per questioni di droga, tra spacciatori di cocaina. Restano comunque solo supposizioni.

## Opere
- Michael Hollingshead (1973). The Man Who Turned on the World. Blond & Briggs Ltd., London. ISBN 0-85634-015-4